# Ejército del Perú
El Ejército del Perú (EP) es la rama terrestre de las Fuerzas Armadas encargada de la defensa terrestre del país. Forma parte, junto a la Marina de Guerra y la Fuerza Aérea, de las Fuerzas Armadas del Perú.

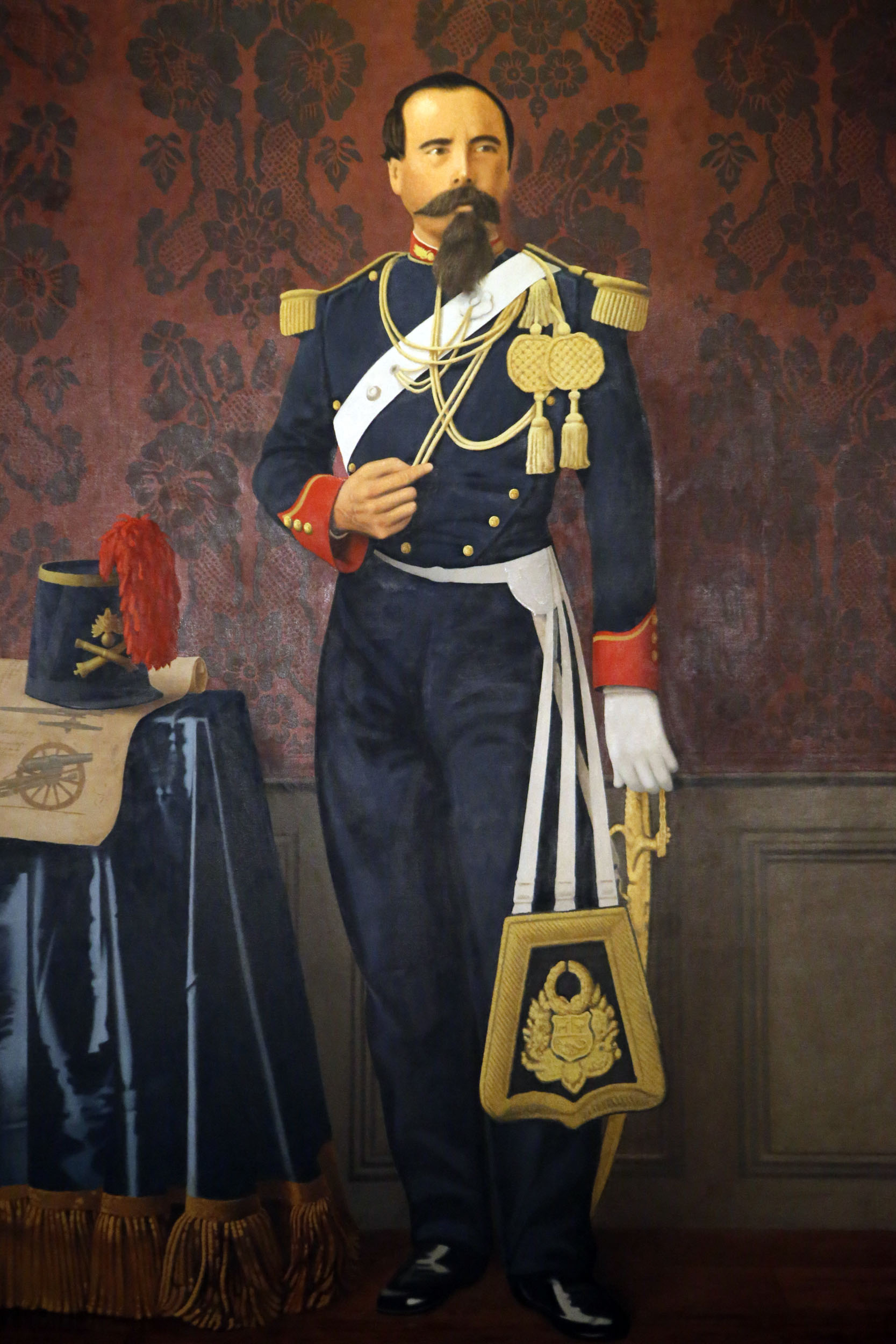
Francisco Bolognesi, gran mariscal del Perú y patrono del Ejército

## Misión

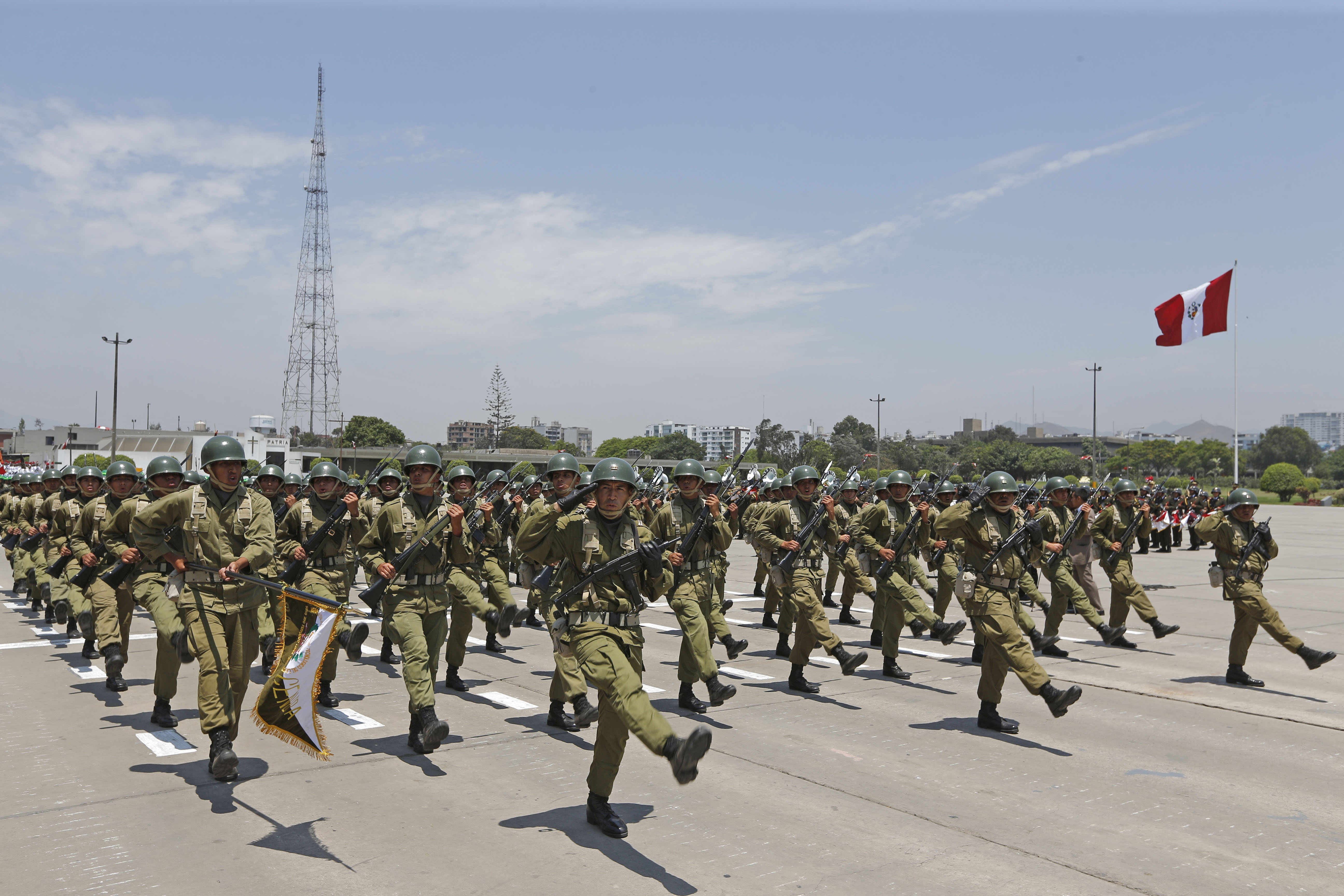
Soldados del Ejército del Perú

El Ejército del Perú es una de las tres ramas que conforman las Fuerzas Armadas del Perú, junto con la Marina de Guerra y la Fuerza Aérea. Su misión principal es garantizar la defensa de la soberanía, la independencia y la integridad territorial de la República del Perú, así como el resguardo del orden constitucional, en conformidad con lo establecido por la Constitución Política del Perú y las leyes nacionales.
Entre sus funciones se encuentran la defensa del territorio nacional frente a amenazas externas, el apoyo excepcional al mantenimiento del orden interno cuando así lo dispone el gobierno en situaciones de emergencia, la participación en tareas de desarrollo nacional (como obras de infraestructura o asistencia en zonas rurales), la respuesta ante desastres naturales, la vigilancia de las fronteras terrestres, y la cooperación internacional mediante la participación en misiones de paz y ejercicios militares conjuntos.

## Historia

### Antecedentes

#### Historia prehispánica: elEjército incaico

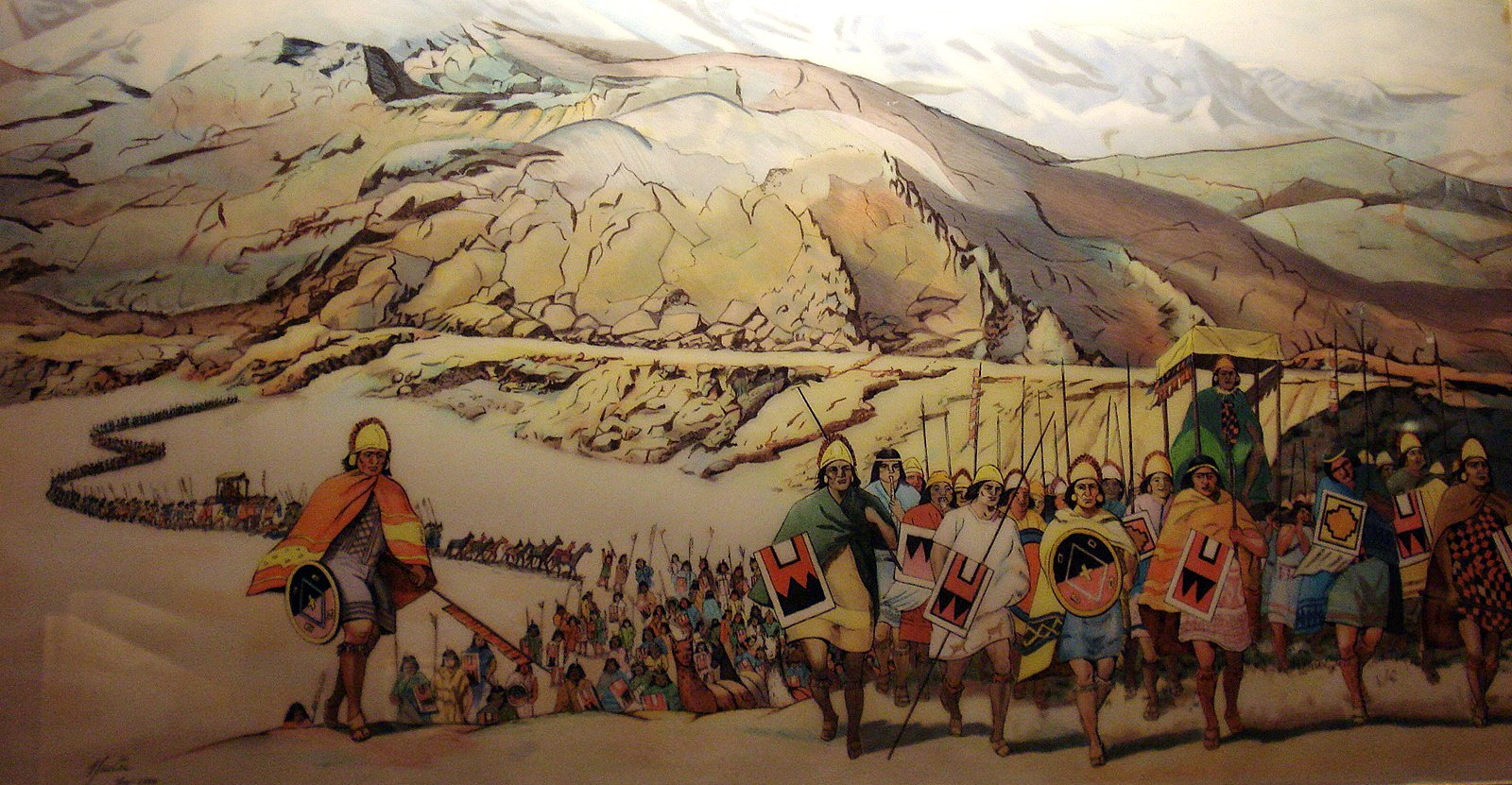
El Ejército incaico durante una campaña militar en los Andes centrales. Museo Arqueológico Nacional Brüning, Lambayeque, Perú.

La historia militar del Perú prehispánico, especialmente durante el auge del Imperio incaico, estuvo profundamente ligada a la expansión territorial y a la consolidación del poder de los Estados andinos. A diferencia de las culturas anteriores, como los mochicas o los wari, cuyo desarrollo militar fue regional, los incas organizaron un ejército estatal de gran escala, que respondía directamente al Sapa Inca, quien ostentaba el mando supremo tanto político como militar. Este ejército no solo fue una herramienta de conquista, sino también un medio para garantizar la unidad, el orden y la estabilidad dentro del vasto y diverso territorio del Tahuantinsuyo.
El Ejército incaico se caracterizaba por su eficiente organización jerárquica y su capacidad de movilización a gran escala. Estaba compuesto por contingentes reclutados mediante el sistema de mita, que obligaba a los varones aptos de cada ayllu (comunidad) a servir temporalmente en la milicia. Las unidades eran dirigidas por jefes militares designados según el rango y el prestigio, entre los que destacaban el Apuskipay (jefe supremo militar) y los curacas locales. Los incas mantenían un sistema de entrenamiento y adoctrinamiento para sus tropas, y establecieron depósitos de armas y alimentos (los tambos y collcas) a lo largo del Qhapaq Ñan o red vial imperial, lo que permitía rápidas campañas de invasión y control. El ejército también empleaba tácticas de intimidación y diplomacia, absorbiendo a pueblos mediante alianzas, promesas de beneficios o amenazas veladas antes de recurrir a la violencia.
En cuanto al armamento, los soldados incaicos usaban una variedad de armas adaptadas al combate cuerpo a cuerpo y a distancia: mazas con cabezas de bronce, lanzas largas, hondas (o warakas), boleadoras, hachas de piedra, dardos y escudos de cuero reforzado. A pesar de no tener una tecnología militar comparable a la europea, el Ejército incaico mostró una gran eficacia en el terreno andino, conociendo a fondo su geografía y aprovechándola estratégicamente. La expansión del Tahuantinsuyo, que llegó a cubrir gran parte de Sudamérica occidental, fue posible gracias a esta maquinaria militar centralizada y disciplinada. Sin embargo, al momento del contacto con los conquistadores españoles en el siglo XVI, el Imperio estaba debilitado por guerras civiles internas —como la de Huáscar y Atahualpa— lo que facilitó su colapso a pesar del poderío militar acumulado durante siglos.

#### Historia virreinal: elEjército Real del Perú

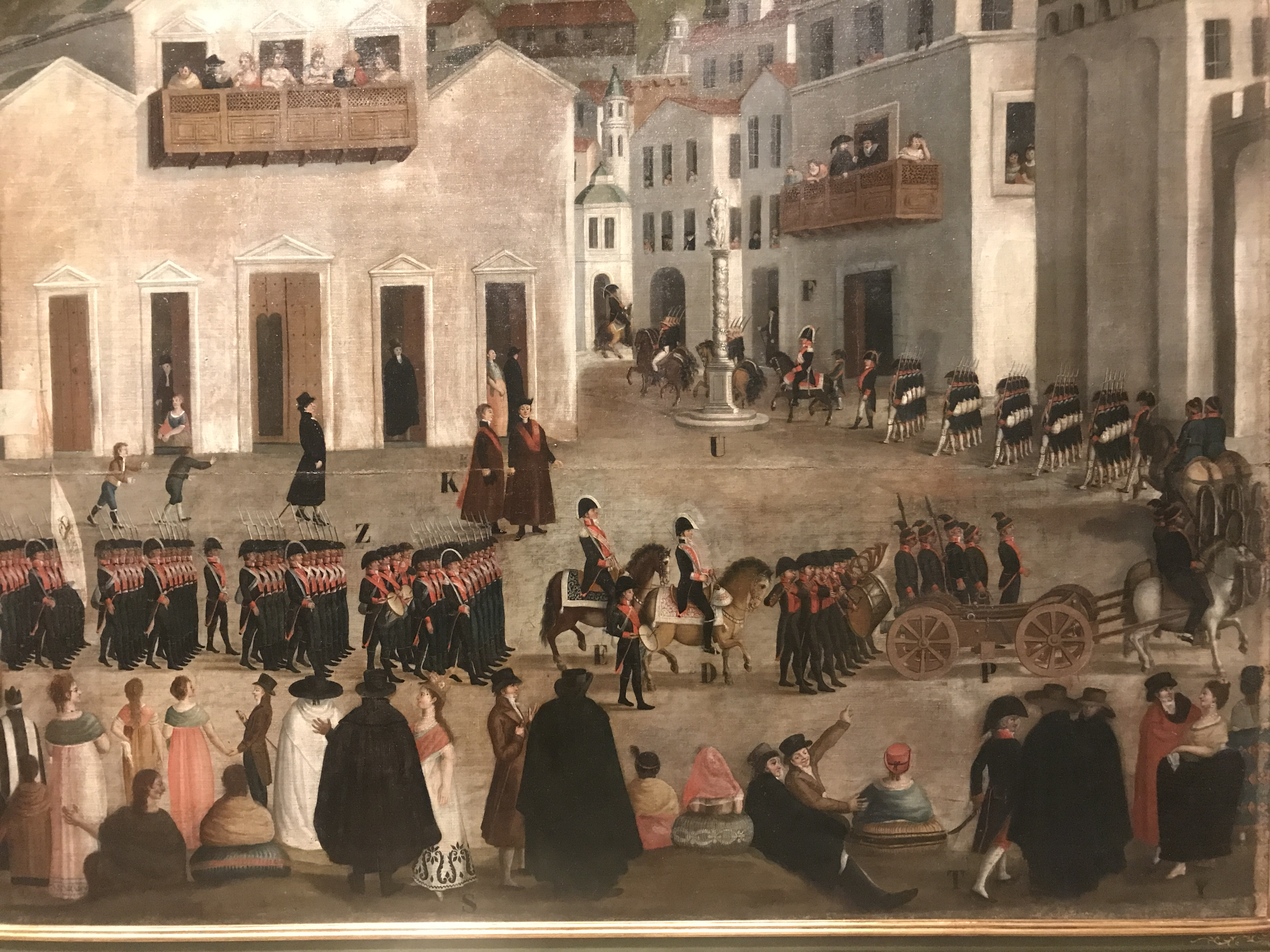
El Regimiento Real de Lima desfilando en la ciudad de Quito tras la ocupación de dicha ciudad por el Ejército Real del Perú en 1809-1810

Durante el periodo virreinal, la historia militar del Perú estuvo dominada por la presencia y evolución del Ejército Real del Perú, el cual constituyó la principal fuerza militar de la Monarquía Hispánica en Sudamérica. Esta institución fue creada formalmente en el siglo XVI para defender los territorios del virreinato del Perú de amenazas externas como corsarios, piratas, potencias rivales (ingleses, holandeses y franceses), y para sofocar levantamientos internos de indígenas y criollos. Su centro de operaciones fue la ciudad de Lima, capital del virreinato y sede de la autoridad virreinal y del Presidio del Callao, que albergaba la principal guarnición costera española del Pacífico sur.
El Ejército Real del Perú estaba compuesto inicialmente por milicias locales organizadas por encomenderos y vecinos españoles, pero con el tiempo se consolidó como una estructura más profesional, especialmente tras las reformas borbónicas del siglo XVIII. Estas reformas impulsaron la creación de regimientos fijos y milicias disciplinadas, tanto de blancos como de castas e indígenas, bajo una jerarquía militar más centralizada y subordinada al virrey. A partir de entonces, se reforzó la defensa costera y se organizaron unidades como el Regimiento Real de Lima, el Batallón de Infantería del Callao, los Dragones de la Reina, entre otros cuerpos. La defensa del virreinato también implicaba cooperación con la Armada, especialmente para proteger el tráfico marítimo del Galeón de Manila y de la Carrera de Indias.
Durante las últimas décadas del virreinato, el Ejército Real del Perú desempeñó un papel central en la lucha contra los movimientos independentistas. Desde 1809, envió expediciones al Alto Perú, al Río de la Plata y a la Real Audiencia de Quito, y a partir de 1820 combatió directamente en las campañas independentistas dentro del territorio peruano contra los Ejércitos libertadores. Al mando de oficiales peninsulares y criollos leales a la Corona, como José de Canterac y José de la Serna, sus tropas enfrentaron a las fuerzas revolucionarias hasta su derrota final en las batallas de Ayacucho y Junín en 1824. Tras la independencia, muchos de sus efectivos y estructuras fueron disueltos o absorbidos por el naciente Ejército del Perú republicano.

### Origen

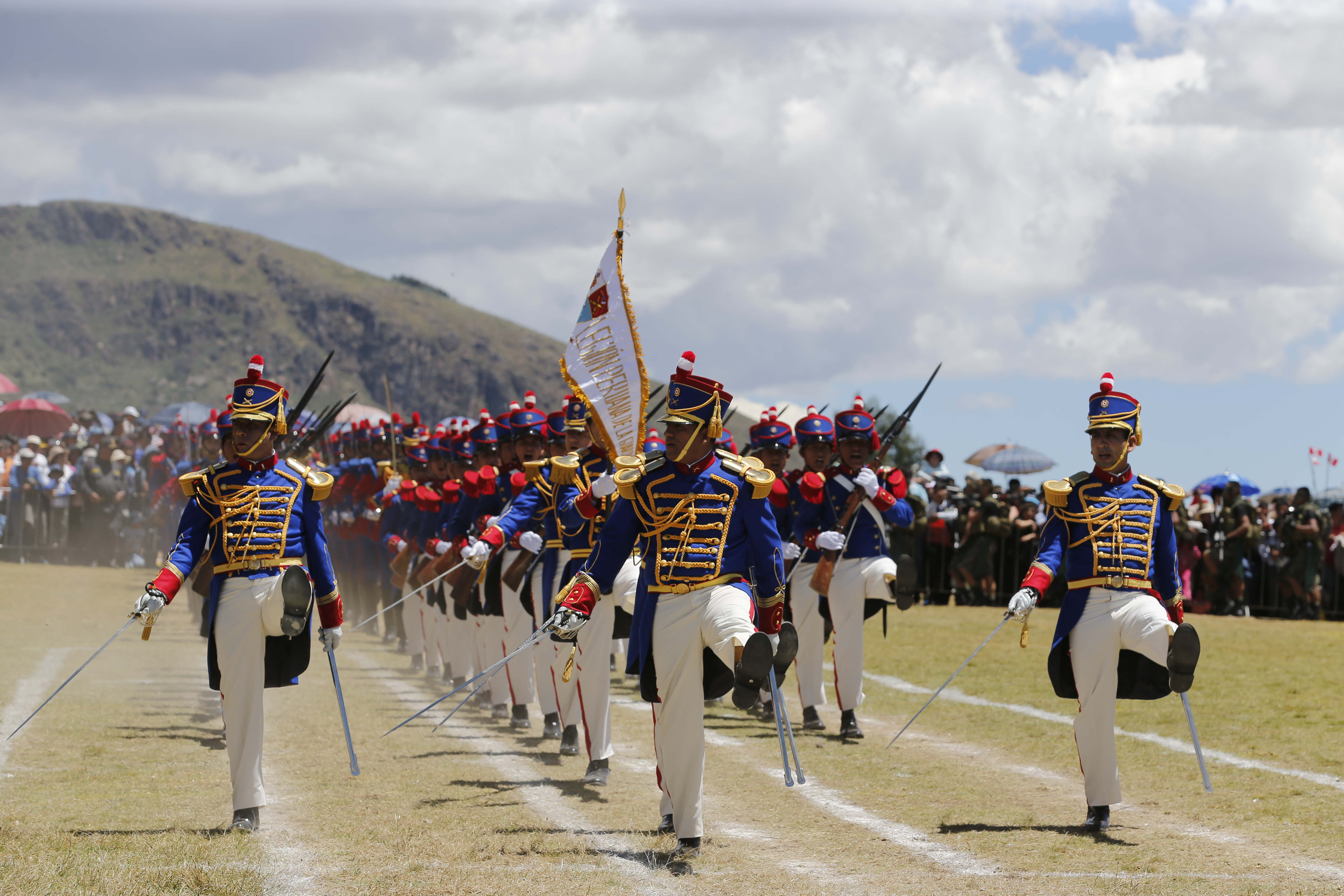
Legión Peruana de la Guardia

El Ejército fue creado el 18 de agosto de 1821 con el establecimiento de la Legión Peruana de la Guardia por el comandante en jefe del Ejército Libertador del Perú José de San Martín, aunque previamente se crearon  unidades militares peruanas decanas tras el desembarco de San Martín en Paracas, tales como el Escuadrón Auxiliares de Ica, el Batallón de Cazadores del Ejército y el Batallón Veteranos de Jauja. Mención aparte merece el Regimiento de Tacna, el cual fue una unidad militar tacneña creada por Guillermo Miller en la campaña de Miller en Puertos Intermedios.
Además de las unidades militares decanas del Ejército mencionadas, la División del Perú (compuesta por peruanos del departamento de La Libertad y algunos argentinos y chilenos) comandada por el entonces militar peruano Andrés de Santa Cruz, le dio forma primigenia al Ejército en la campaña de Quito de la guerra de Independencia del Ecuador; así como la División del Perú del Ejército Unido Libertador, compuesta por 1500 peruanos y comandado por José de La Mar, el cual fue la unidad militar encargada de representar a la naciente República Peruana durante las batallas de Junín, Coparhuaico y Ayacucho.

### República

#### SigloXIX

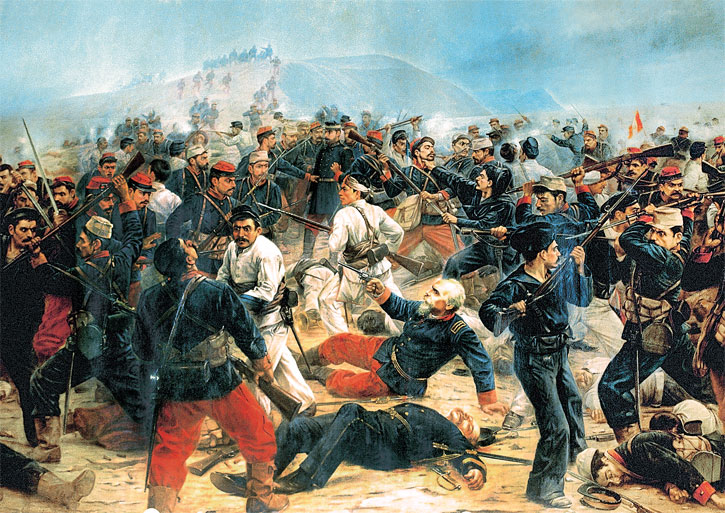
Batalla de Arica

El bautismo de fuego del recién creado Ejército del Perú fue en el combate de Caucato, donde el Regimiento de Húsares de Junín rechazó exitosamente a un destacamento realista, aunque tiempo atrás durante la campaña de Miller en los puertos intermedios una primigenia unidad militar peruana independentista que llevaría por nombre Regimiento de Tacna también consiguió una de las primeras victorias para las armas peruanas en el combate de Mirave. Posteriormente, y en la primera campaña de intermedios, sucedieron las batallas de Torata y Moquegua, ambas derrotas para el Ejército Libertador del Perú y el Ejército del Perú, lo cual significó la casi completa destrucción del componente chileno en la primera; sin embargo, la última lograría las victorias en el combate de Riobamba y en la batalla de Pichincha junto al Regimiento de Granaderos a Caballo, lo que permitió la independencia del Ecuador y la intervención de Simón Bolívar en el Perú para, finalmente, este último crear el Ejército Unido Libertador del Perú (la unión del Ejército del Perú y el Ejército de la Gran Colombia) el cual lograría las victorias en las batallas de Junín y Ayacucho, logrando así la  independencia del Perú.
En el marco de la intervención de Gamarra en Bolivia de 1828, el Ejército del Perú logró la expulsión de Antonio José de Sucre y las fuerzas grancolombianas de Bolivia, llegando a ocupar el altiplano boliviano. Gracias a dicha acción Perú liberó a Bolivia del régimen bolivariano. En el marco de la guerra de la Confederación Perú-Boliviana, el Ejército Confederado Perú-Boliviano (conformado de facto por el Ejército del Perú y el Ejército de Bolivia) es vencido por el Ejército Unido Restaurador del Perú (conformado por el Ejército y la Armada de Chile, junto a unos cientos de peruanos rebeldes al proyecto del peruano-boliviano Andrés de Santa Cruz) en la batalla de Yungay, por dicha acción de armas la Confederación Perú-Boliviana desapareció. En 1841, el Ejército del Perú invade Bolivia con el objetivo anexar Bolivia al Perú, llegando a ocupar La Paz; sin embargo, fue vencido en la batalla de Ingavi por el Ejército de Bolivia; posteriormente, los bolivianos invadieron el sur peruano, pero fueron vencidos por las milicias peruana. Finalmente, ambos países firman el tratado de Puno, por lo que se declaran en paz.
Luego de una etapa de anarquía política, a partir de 1845 y con el primer gobierno de Ramón Castilla, las Fuerzas Armadas se fortalecen y modernizan con la ayuda del auge económico por las rentas de la exportación del guano. Se compra nuevo armamento y se modernizan los equipos, lo que permite la expedición al Ecuador de 1858-1860 y una guerra indecisa contra España en la Guerra contra España de 1866. Los conflictos entre civiles y militares que llegan por primera vez a su fin en 1872, con la asunción de Manuel Pardo y Lavalle como primer presidente civil del país, hace que se reduzca el personal y se debilite el mando, por lo que Perú pierde la guerra del Salitre. De aquí, surgen las figuras como Andrés Avelino Cáceres y Nicolás de Piérola, quienes en forma alternada realizan la reconstrucción nacional. El objetivo paso necesariamente por una modernización, fue por ello que se iniciaron las gestiones para contratar una misión militar extranjera, la misma que se concretó en 1896, con la llegada de la primera misión militar francesa en Perú, al mando del coronel Paul Clement. De esa época proviene la actual tradición y usos afrancesados del actual Ejército del Perú, sobre todo el uniforme de los cadetes de la Escuela Militar de Chorrillos creada para formar a las generaciones de oficiales del Ejército del Perú.

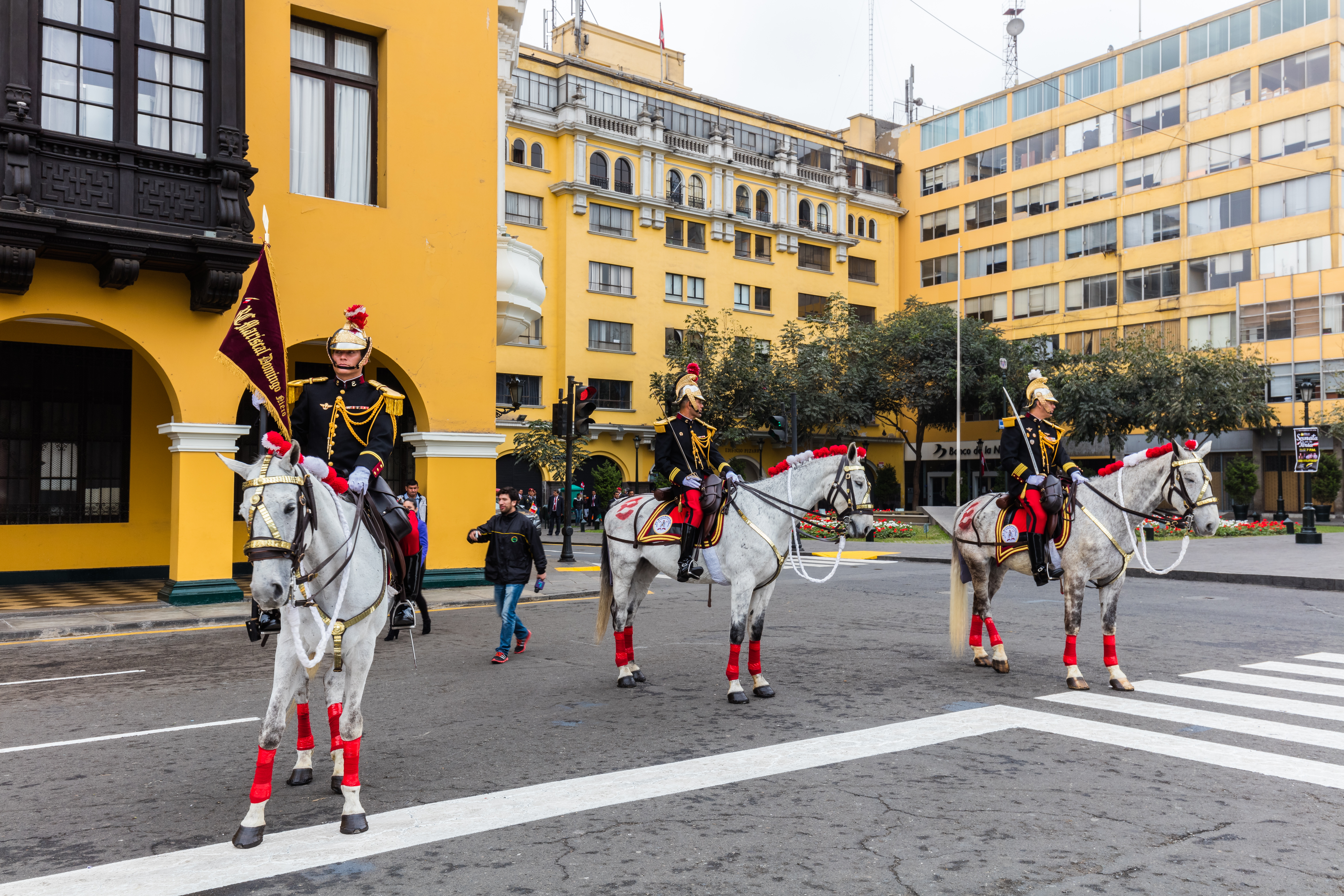
Regimiento de Caballería Mariscal Domingo Nieto

#### SigloXX
A comienzos del Siglo XIX se realiza el proceso de regionalización militar, acorde con las necesidades integrales del país, dándose una renovación doctrinaría y académica en los principales centros de instrucción militar.
La positiva acción de la misión militar francesa, a la que se suman aportes de Alemania e Italia, así como el aporte de oficiales peruanos que habían estudiado en el extranjero, trajo como consecuencia las victorias obtenidas en el combate naval de La Pedrera y en la guerra del 41.
Más adelante, las dos guerras mundiales trajeron un rápido desarrollo de la doctrina y tecnología militar. El país vencedor y por lo tanto hegemónico, los Estados Unidos, lideró la defensa continental. Esto involucró la creación de la Junta Interamericana de Defensa y la firma del Tratado Interamericano de Asistencia Recíproca en septiembre de 1947. Cabe destacar que el Ejército del Perú nunca envió tropas al exterior durante la Segunda Guerra Mundial excepto por algunos voluntarios que participaron en la fase final de la misma entre 1944 y 1945.
Entre los años 1980 y 2000 el Ejército Peruano lucha una guerra no convencional contra el terrorismo, grupos asesinos como Sendero Luminoso y el MRTA se enfrascaron en una guerra de guerrillas inicialmente en el campo y luego en la ciudad, y causó la muerte de al menos 69 000 personas según el Informe Final de la Comisión de la Verdad y Reconciliación. Actualmente continúa la lucha contra remanentes del terrorismo en zonas como el VRAEM.
La mujer es incorporada al servicio militar en 1993 y su completa asimilación se dio con el primer contingente de damas que ingresó a la Escuela Militar de Chorrillos en 1997.

#### SigloXXI
En 2004, se puso el marcha el Plan Bolognesi para reestructurar al ejército.
El gobierno de Ollanta Humala también ha tenido al Ejército del Perú involucrado en la capacitación de miembros de los pueblos indígenas del Perú para los deberes de la defensa nacional, así como, a través del programa BECA 18, ayudando a reducir la pobreza mientras enseña a los jóvenes los valores del servicio nacional.
Durante la pandemia del COVID-19 el Ejército del Perú, siendo la fuerza armada con mayor presencia en todo el país, fue desplegado en todo el territorio nacional con el objetivo de proporcionar seguridad efectiva a la población, además de apoyar con recursos humanos y materiales a otros sectores del gobierno con transporte aéreo y terrestre, personal y equipo médico, investigación y desarrollo, comunicaciones, actividades de apoyo social, entre otros.

## Conflictos militares

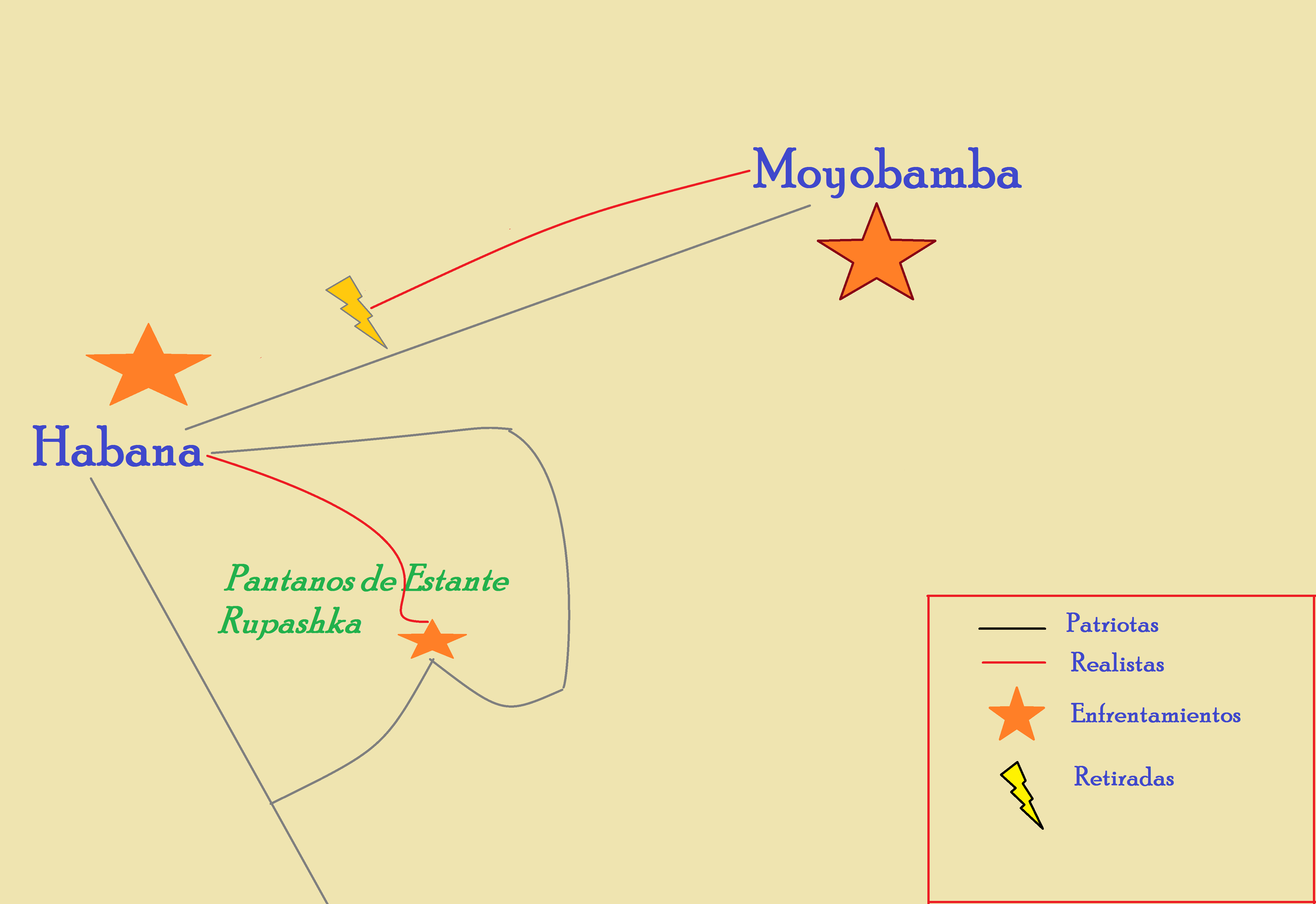
Croquis de la batalla de Habana

- Guerra de Independencia del Perú

Tras el desembarco de San Martín en Paracas, el Ejército Libertador del Perú y los independentistas peruanos ocupan la ciudad de Lima y enfrentan al Ejército Real del Perú en las campañas de Arenales en la Sierra del Perú. Ante el estancamiento de la guerra, José de San Martín se retira del país, por lo que el Ejército Real del Perú destruye al Ejército Libertador en las campañas de Intermedios. Con la posible derrota del naciente Estado peruano por el virreinato del Perú acantonado en el Cuzco, Simón Bolívar decide intervenir en el Perú, logrando la unificación de las fuerzas independentistas en el nuevo Ejército Unido Libertador del Perú, venciendo al Ejército Real en las batallas de Junín y Ayacucho, logrando así la independencia del Perú e Hispanoamérica del Imperio español.
- Guerra de Independencia en Maynas

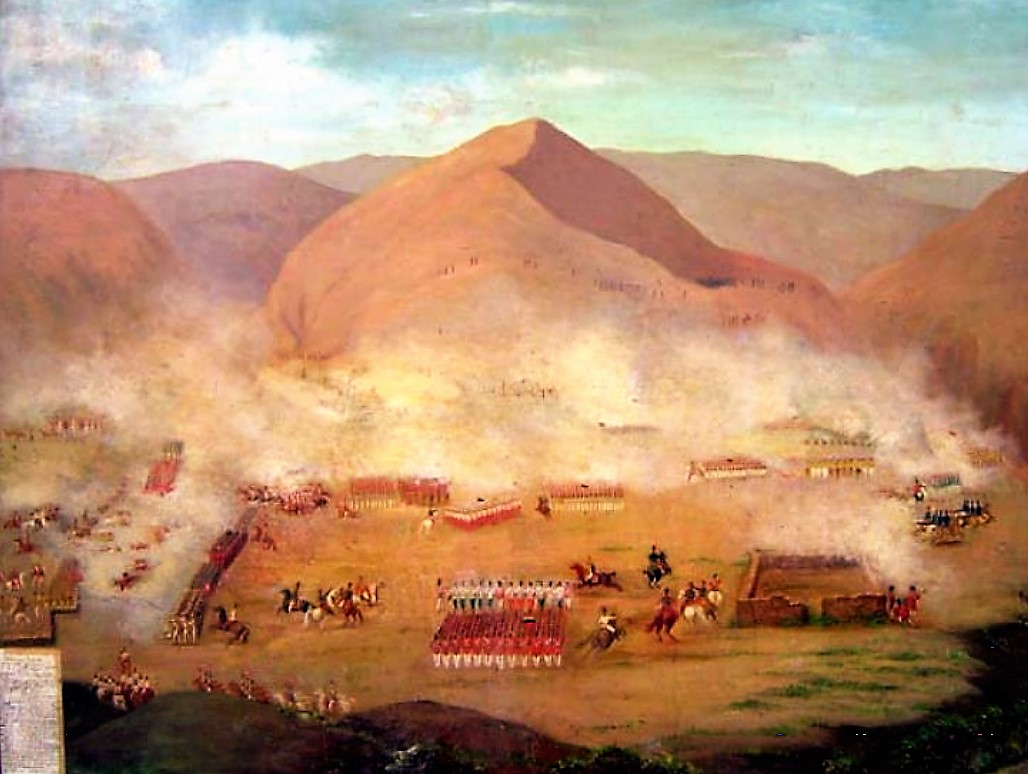
La batalla de Ayacucho fue el combate final del proceso de independencia del Perú, el cual concluyó con la capitulación del virrey del Perú José de la Serna y del Ejército Real del Perú

Tras la proclamación de la independencia de Trujillo, el gobernador de La Libertad José Bernardo de Tagle envía una expedición militar hacia la ciudad de Moyobamba con el objetivo de incorporar Maynas al Régimen de los Departamentos Libres del Perú. Dicha expedición logra libertar Chachapoyas, y tras la crucial batalla de Higos Urco contra el Ejército Real del Perú, Maynas es incorporada al Perú independiente como el departamento de Maynas y Quijos. Tras un breve periodo de tiempo, una sublevación realista logra tomar el control del departamento amazónico; sin embargo, la expedición militar de Nicolás Arriola (enviada por José de San Martín desde la ciudad de Lima) vence al Ejército Real del Perú en la Amazonía, logrando la independencia definitiva de Maynas del Imperio español.
- Guerra de Independencia de Ecuador

La División del Perú, la División de Colombia y la División Protectora de Quito se enfrentan al Ejército realista en el combate de Riobamba y la batalla de Pichincha, logrando la independencia de Quito (actual Ecuador) del Imperio español.

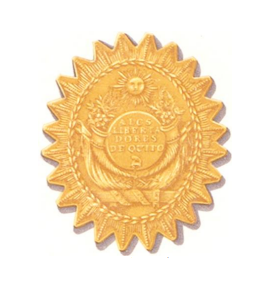
Medalla a los libertadores de Quito otorgada por el Estado peruano a los expedicionarios

- Invasión peruana de Bolivia de 1828

Agustín Gamarra y el Ejército del Perú invaden Bolivia con el objetivo de eliminar el régimen bolivariano de Antonio José de Sucre en el país, ocupando La Paz, Oruro, Potosí, Cochabamba y Chuquisaca. Se firma el Tratado de Piquiza, por el cual Antonio José de Sucre dejaría la presidencia de Bolivia y partiría a la Gran Colombia.
- Guerra grancolombo-peruana

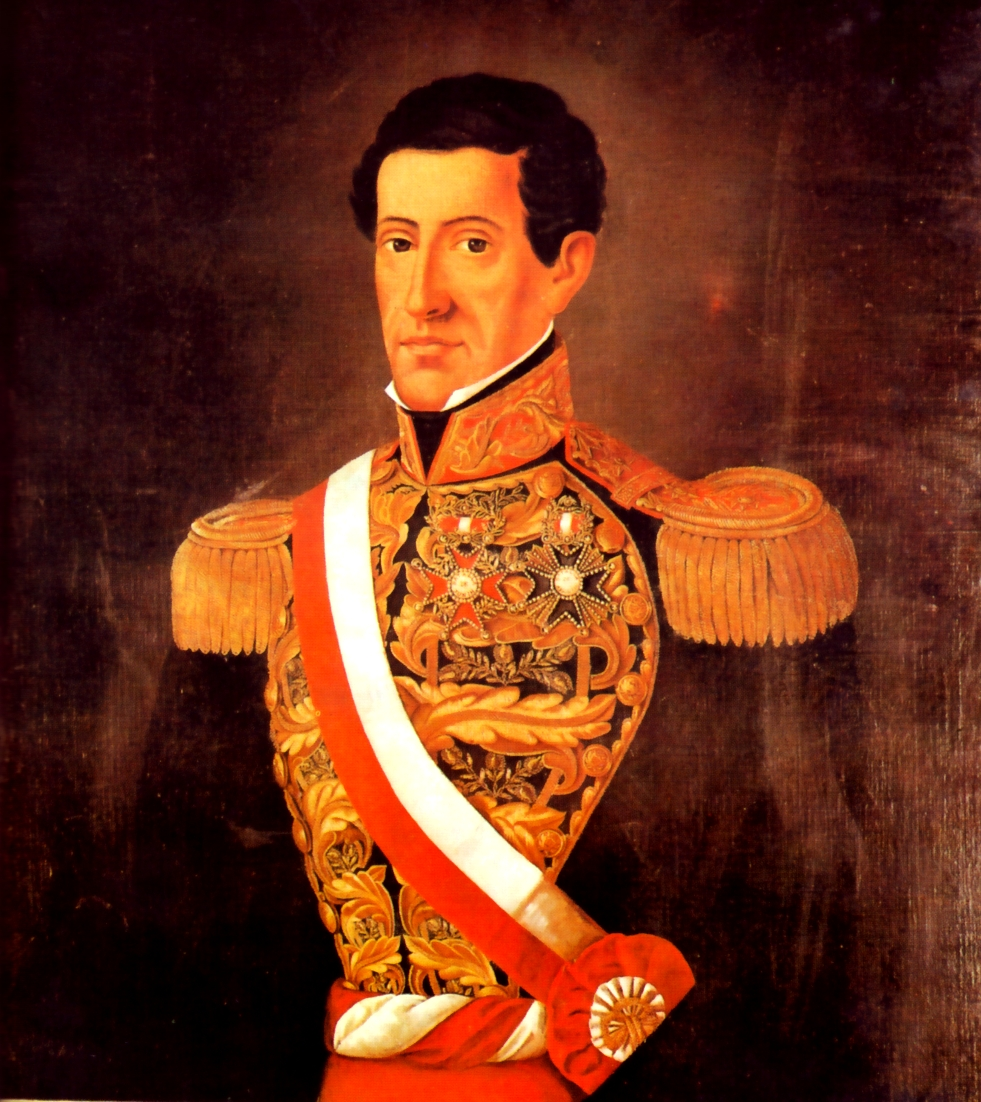
Agustín Gamarra, líder del Ejército de ocupación peruana de Bolivia

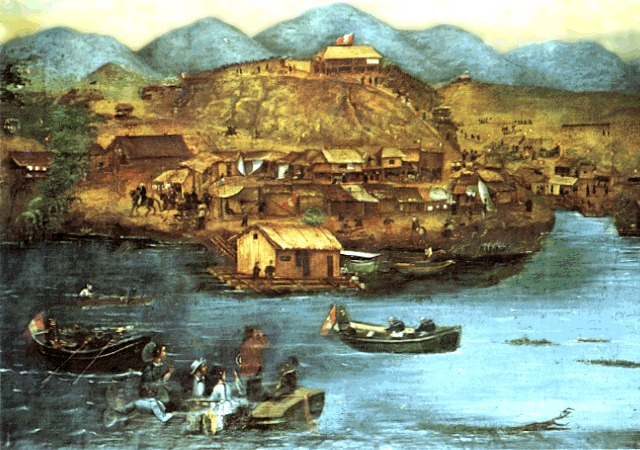
Ocupación de Guayaquil

La Marina de Guerra del Perú vence a la Armada de la Gran Colombia en los combates navales de Malpelo y Cruces, bloqueando la costa del Pacífico y ocupando Guayaquil. Posteriormente, el Ejército del Perú ocupa el sur de la Gran Colombia (Loja, Saraguro y Cuenca); sin embargo, en la batalla de Tarqui, la División Plaza es destruida por la totalidad del Ejército del Sur de la Gran Colombia. Sin embargo, el contraataque auxiliar de la División Gamarra lograría el repliegue del Ejército del Sur y la estabilización del frente, eliminando durante la acción aparte de la infantería (Batallón Rifles) y caballería (Escuadrón Cedeño) grancolombianas. Ambos países firman el Tratado Larrea-Gual, por el cual la Gran Colombia reconoció implícitamente la soberanía peruana de Jaén y Maynas, mientras que el Perú reconoció la soberanía grancolombiana de Guayaquil.

Territorios disputados entre Perú y la Gran Colombia (Guayaquil, Jaén y Maynas)

- Guerra de la Confederación Perú-Boliviana

El Ejército Unido Restaurador (conformado por el Ejército de Chile y peruanos restauradores) vence al Ejército Confederado Perú-Boliviano (conformado por peruanos y bolivianos) en la batalla de Yungay, logrando la restauración del Perú previa a la creación de la Confederación Perú-Boliviana.
- Guerra peruano-boliviana

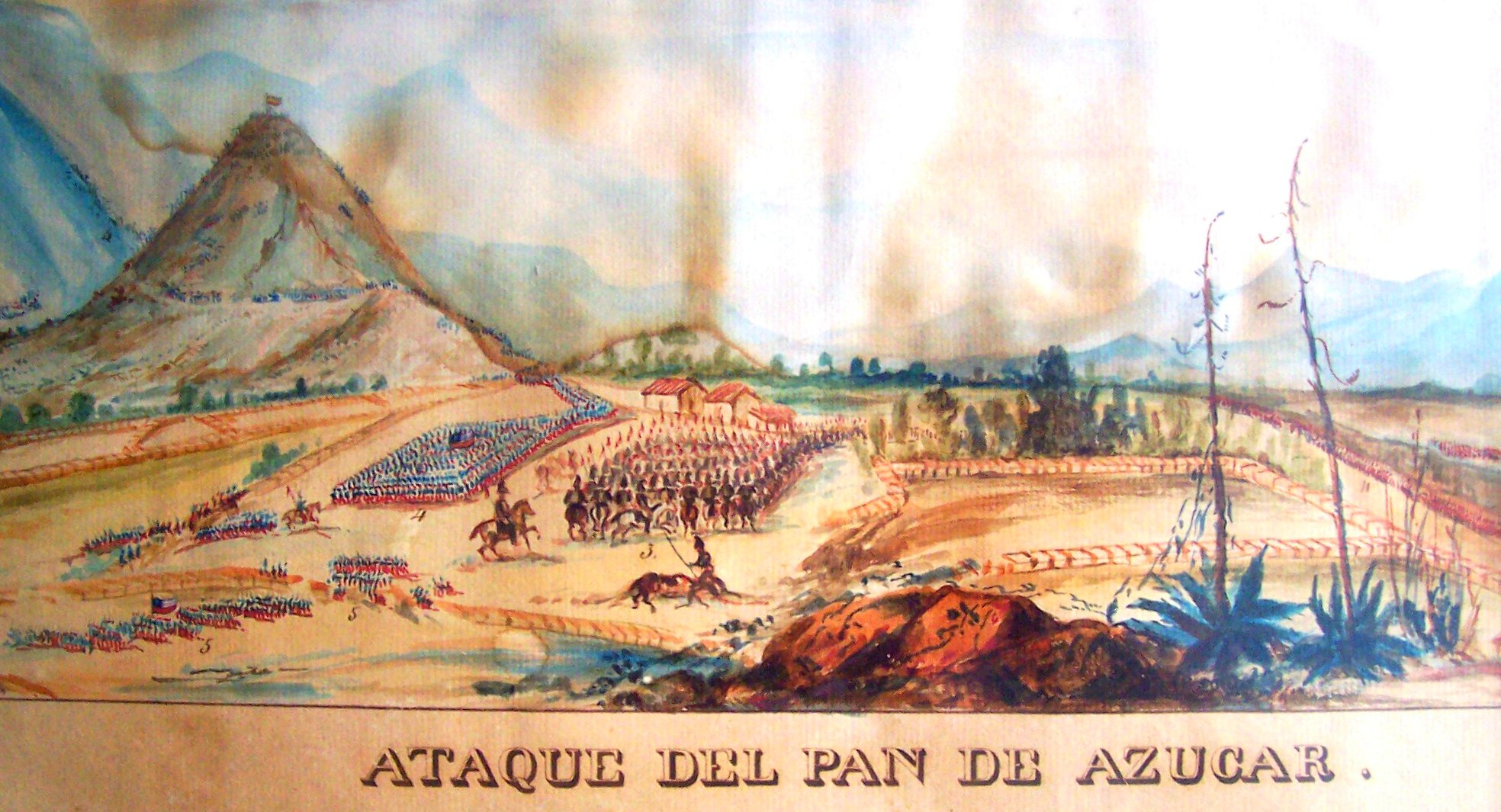
Batalla de Yungay

El Ejército del Perú invade Bolivia y ocupa La Paz con el objetivo de anexarla al Perú; sin embargo, sería vencido en la batalla de Ingavi. Posteriormente, el Ejército de Bolivia invade el sur peruano (Puno, Tarapacá, Tacna, Arica y Moquegua) con el objetivo de anexarla a Bolivia; sin embargo, es vencido en los combates de Arica, Sama, Altos de Chipe, Tarapacá, Motoni y Orurillo. Ambos países firman el Tratado de Puno, por el cual se restablece la paz entre ambos países sin cambios territoriales.

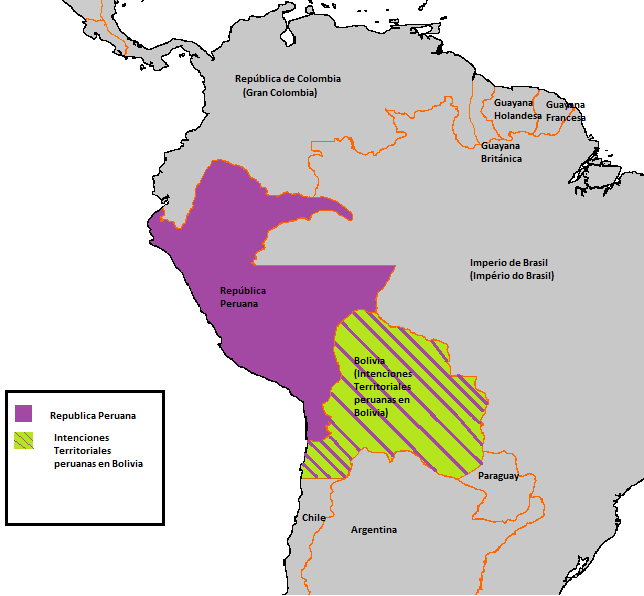
Mapa de las intenciones territoriales del Perú en Bolivia

- Expedición peruana al Ecuador de 1858-1860

La Marina de Guerra del Perú bloquea los puertos ecuatorianos con el objetivo de lograr el reconocimiento ecuatoriano de la soberanía del Perú sobre la Amazonia; sin embargo, ante el desgobierno del Ecuador durante la guerra civil de dicho país, la Marina de Guerra del Perú y el Ejército del Perú desembarcan y ocupan Guayaquil. Perú y Guayaquil (a nombre del Ecuador), firman el Tratado de Mapasingue, por el que reconoció la soberanía del Perú sobre la Amazonia; sin embargo, es derogado tiempo después por el gobierno unificado del Ecuador y del Perú.
- Guerra contra España (1866)

La Marina de Guerra del Perú y la Armada de Chile provocan la retirada de la Armada Española en el combate de Abtao; posteriormente, el Ejército del Perú y las milicias peruanas provocan la retirada de la Armada Española en el combate del 2 de mayo. Perú y España firman el tratado de París, por el que España reconoce la independencia del Perú.
- Guerra contra Chile (1879-1883)

La Marina de Guerra del Perú vence a la Armada de Chile en el combate naval de Iquique, en el combate naval de Arica y en el primer y segundo combate naval de Antofagasta, pero es vencida en los combates navales de Punta Gruesa y Angamos. Posteriormente, el Ejército del Perú y el Ejército de Bolivia vencen al Ejército de Chile en el combate de Locumba, en la batalla de Tarapacá y en el combate de Tambillo, pero son vencidos en la batalla del Alto de la Alianza y en la batalla de Arica. Finalmente, los milicianos y guerrilleros peruanos vencen al Ejército de Chile en los combates de Pucará, Marcavalle y Concepción, pero son vencidos en la batalla de Huamachuco. Perú y Chile firman el tratado de Ancón, por el que Tarapacá es cedida a Chile, mientras Tacna y Arica serían administradas por dicho país durante 10 años hasta que un plebiscito definiera la soberanía de ambas provincias; sin embargo, la prórroga de Chile provocaría que el plebiscito se aplazara durante 50 años, hasta finalmente ser remplazada por el tratado de Lima, por el que actualmente Tacna es peruana y Arica es chilena.
- Combate de Angoteros (1903)

Una expedición peruana es enviada cerca del río Napo para expulsar a una expedición ecuatoriana, lo cual es logrado con éxito.
- Combate de Torres Causana (1904)

Una expedición ecuatoriana es enviada cerca del río Napo con el objetivo de tomar el fortín Torres Causana ocupado por peruanos; sin embargo, fracasan en el intento y son eliminados.
- Conflicto del Manuripi (1910)

Una expedición peruana es enviada cerca del río Manuripi para expulsar una guarnición boliviana, lo cual es logrado con éxito.
- Combate naval de La Pedrera (1911)

Una expedición peruana creada por el Ejército y la Marina de Guerra es enviada al Amazonas del Perú para expulsar una expedición colombiana, lo cual es logrado con éxito.
- Guerra contra Colombia (1932-1933)

Las Fuerzas Armadas del Perú se enfrentan a las Fuerzas Militares de Colombia en la Amazonia con consecuencias adversas para las primeras; sin embargo, Leticia (objetivo militar de Colombia y ocupada por Perú) nunca llegó a ser capturada por Colombia durante el conflicto bélico. Ambos países firman el Protocolo de Río de Janeiro de 1934 ratifican el Tratado Salomón-Lozano, por el que el territorio en disputa es repartido salomónicamente entre Perú y Colombia; mientras Leticia es intercambiada por el Triángulo de Sucumbíos.
- Guerra Perú-Ecuador de 1941

Las Fuerzas Armadas del Perú ejecutan una guerra relámpago contra Ecuador producto de constantes escaramuzas entre ambos países a lo largo de la frontera, bloqueando Guayaquil y ocupando el sur del país con el objetivo de obligar al Ecuador a determinar exactamente la frontera según el statu quo de 1936. Se firma el Protocolo de Río de Janeiro de 1942, por cual Ecuador reconoce la soberanía del Perú sobre Tumbes, Jaén y Maynas, mientras renuncia oficialmente a un acceso soberano al río Amazonas.
- Incidente armado peruano-ecuatoriano de 1978

Una patrulla peruana descubrió en su territorio, cerca a la Cordillera del Cóndor, un campamento construido con material de monte y un helipuerto del ejército ecuatoriano. Durante choques armados se procede al desalojo y destrucción del campamento y helipuerto.
- Época del terrorismo

Las Fuerzas Armadas, la Policía Nacional y las rondas campesinas vencen a las organizaciones criminales de Sendero Luminoso y el MRTA en una guerra urbana y guerra de guerrillas con consecuencias desastrosas para el Perú. Se cometieron masacres y violaciones de derechos humanos por parte de ambos bandos, además de terrorismo de Estado. El conflicto termina a finales de la década de 1990, con Sendero Luminoso focalizado en el VRAEM y el MRTA desarticulado, mientras que sus líderes, como Abimael Guzmán y Víctor Polay Campos, fueron eliminados y capturados.
- Conflicto del Falso Paquisha (1981)

El Ejército del Perú vence y expulsa al Ejército del Ecuador de la Cordillera del Cóndor luego de que el segundo instalara bases en el territorio nacional del Perú.
- Conflicto del Cenepa (1995)

Las Fuerzas Armadas del Perú se enfrentan a las Fuerzas Armadas del Ecuador cerca del río Cenepa, ocupando el primero Tiwinza cuatro veces tras constantes escaramuzas. Ambos países firman el Acta de Brasilia, por el que Ecuador reconoce la delimitación fronteriza determinada y se restablece la paz entre ambos países.
- Insurgencia narcoterrorista

- Operación Patriota

## Misiones de paz
El Ejército ha venido colaborando con las Naciones Unidas enviando apoyo militar para formar parte de las Fuerzas de paz de las Naciones Unidas, colaborando con tropas (observadores, oficiales de la Plana mayor y contingentes) para los popularmente llamados Cascos Azules.
El Perú ha enviado tropas (observadores, miembros del Plana mayor y/o Contingente de tropas) del Ejército. Los países en los que ha colaborado son:
- Líbano (1958)
- Israel (1973-1974)
- Irán - Irak (1988)
- Namibia (1989)
- Sáhara Occidental (1991)
- Sierra Leona (2000)
- Timor Oriental (2000-2001)
- Congo (2000-2004)
- Costa de Marfil (2000-2004)
- Liberia (2000-2004)
- Etiopía - Eritrea (2000-2004)
- Chipre (2002-2004)
- Burundi (2004)
- Haití (2004-2017)
- Congo (2010-)
- Sudán del Sur (2011-)
- República Centroafricana (2016-)

En estos momento el Ejército cuenta con una compañía de Ingeniería Militar en República Centroafricana (MINUSCA) con un contingente de 205 efectivos y 11 miembros en la plana mayor de la misión.

## Organización
Para responder con eficiencia y eficacia el cumplimiento de su función, el Ejército se encuentra organizado de la siguiente manera:
Órgano de Comando:
- Comandancia General del Ejército

Órganos Consultivos:
- Consejo Superior.
- Consejo Consultivo.
- Comité de Economía.

Órgano de Control:

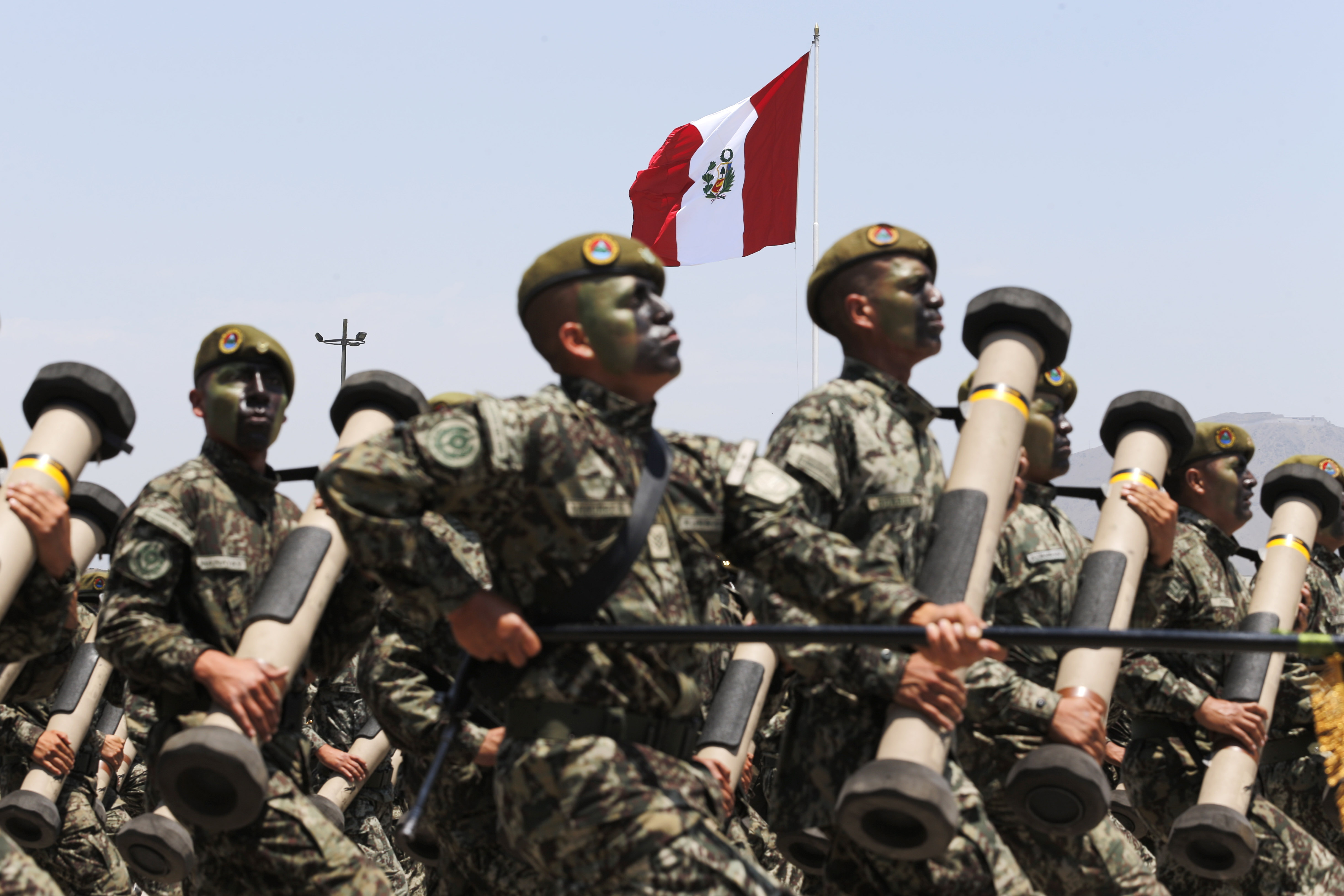
Fuerza antitanque

- Órgano de Control Institucional - OCI

Órgano de Inspectoría:
- Fuerzas especialesInspectoría General - IGE

Órgano de Defensa Jurídica:

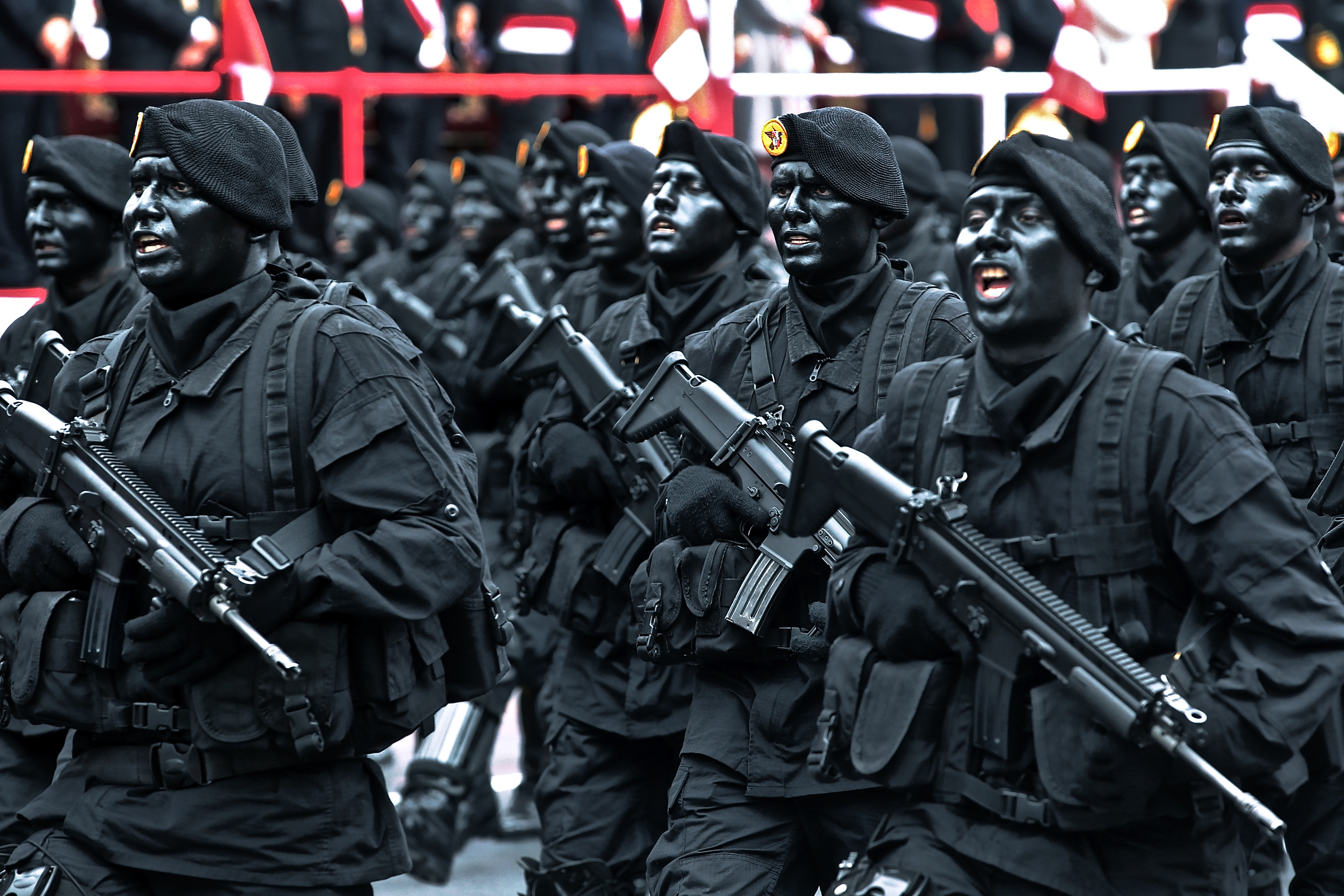
Fuerzas especiales

- Procuraduría Pública del Ejército - PP-EP

Órgano de Asesoramiento:
- Estado Mayor General del Ejército - EMGE

Órganos de Administración Interna
- Secretaría de la Comandancia General del Ejército.

Comandos de Apoyo:

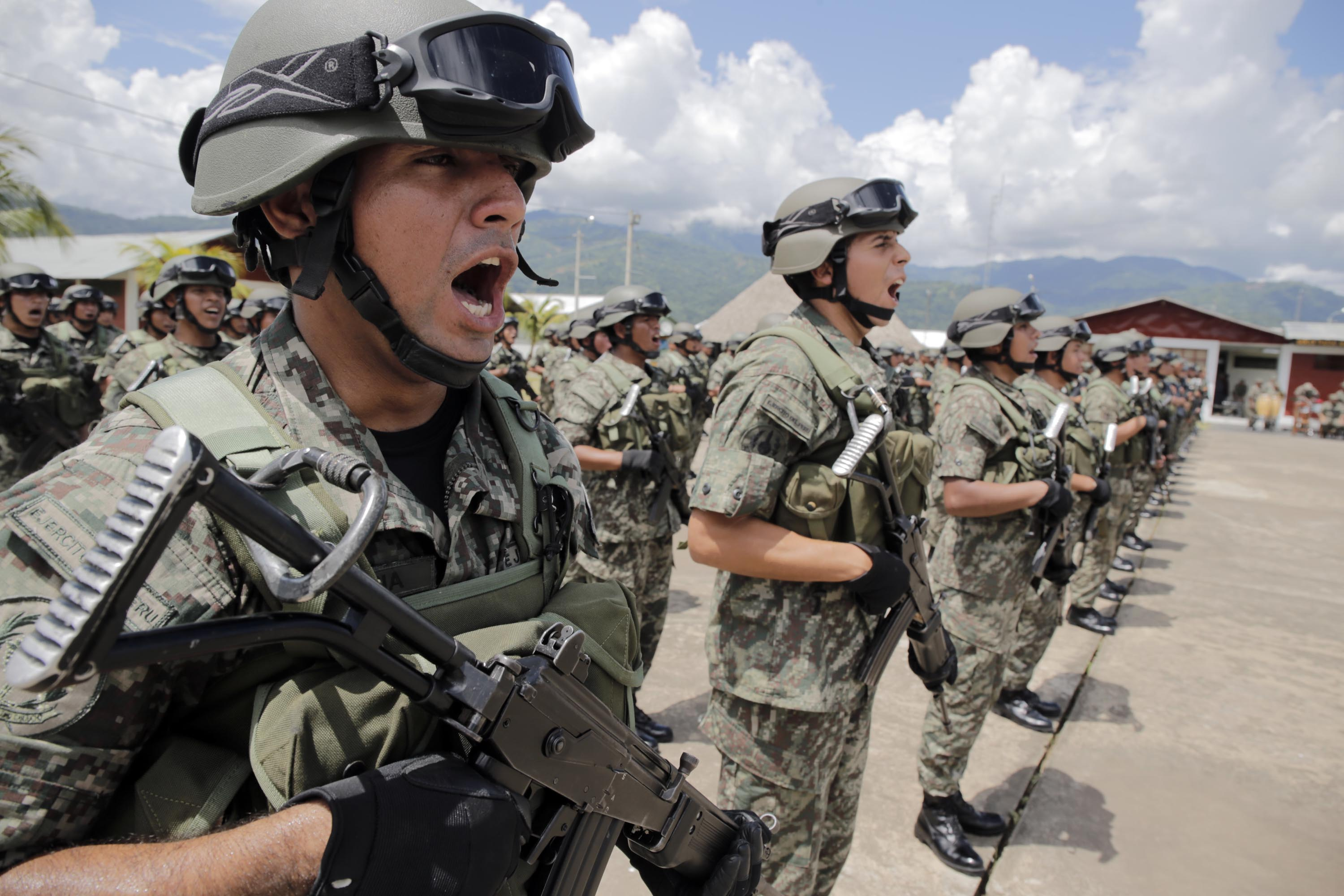
Fuerza contranarcoterrorista en el VRAEM

- Comando de Personal del Ejército - COPERE
- Comando Logístico del Ejército - COLOGE

- Comando de Educación del Ejército - COEDE
- Comando General de Apoyo del Ejército - COGAE
- Comando de Ciberdefensa y Telemática del Ejército - COCITELE
- Comando de Bienestar del Ejército - COBIENE
- Comando de Operaciones Terrestres del Ejército - COTE
- Comando de Salud del Ejército - COSALE

Órganos de línea:
- I División de Ejército: Cuartel General en Piura. Comprende Amazonas, Cajamarca, Lambayeque, La Libertad, Piura y Tumbes.
- II División de Ejército. Cuartel General en el Rímac. Comprende Ancash, Lima, Huánuco, Ica, Junín, Pasco, San Martín y Ucayali.
- III División de Ejército. Cuartel General en Arequipa. Comprende Apurímac, Arequipa, Cuzco, Madre de Dios, Moquegua, Puno y Tacna.
- IV División de Ejército. Cuartel General en Pichari. Comprende Ayacucho, Pasco, Junín (excepto la zona de selva), Huancavelica y los distritos de Pichari y Kimbiri (Cuzco).
- V División de Ejército. Cuartel General en Iquitos. Comprende Loreto y Ucayali.
- Aviación del Ejército.

## Armamento

### Infantería

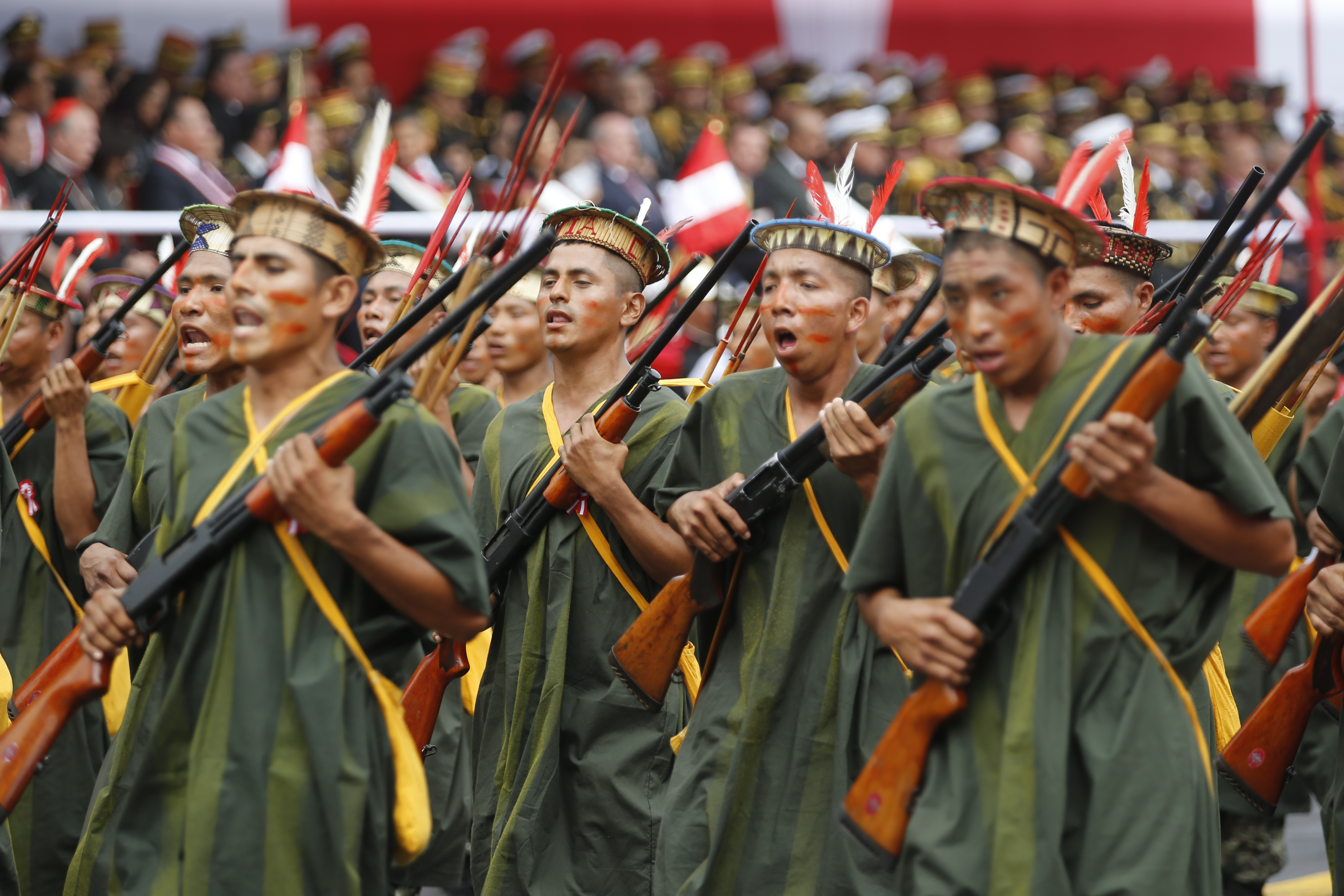
Comunidades de autodefensa, apoyo armado y policial

El Ejército cuenta con el FN FAL como arma de instrucción en las escuelas militares, el IMI Galil y FN SCAR-L/H como fusiles estándar.
Las fuerzas especiales cuentan con los Fusiles y Subfusiles Heckler & Koch G3, Casanave SC-2005, IMI Uzi, Armscor BXP, Taurus PM-12S, HKMP-5A4/A5, MP-5SD, MP-5K, FN-90 y Colt M-16A2
Para los francotiradores y escopetas cuentan con los Accuracy International AW e IWI Galatz, McMillan TAC-50, Winchester 1300 y las ametralladoras FN Minimi, Ultimax 100, Vektor Mini SS, PK/PKM, Browning M-1919A4/A6, FN MAG y HK-21E.
La policía militar emplea preferentemente el AK47/AKM.
Para el manejo a mano de armamento pesado cuentan con Lanzagranadas múltiples de 40 mm M203, Milkor MGL-6 y Rippel Effect XRGL-40.

### Antitanque
El Ejército cuenta con los sistemas antitanque Spike y Kornet, como sistema de defensa antitanque de mediano y largo alcance, para el corto alcance cuenta con el Panzerfaust 3, el Instalaza Alcotán-100, PSRL-1 (RPG7-USA), RPG-22 Neto, 9M14 Malyutka, entre otros.

### Artillería

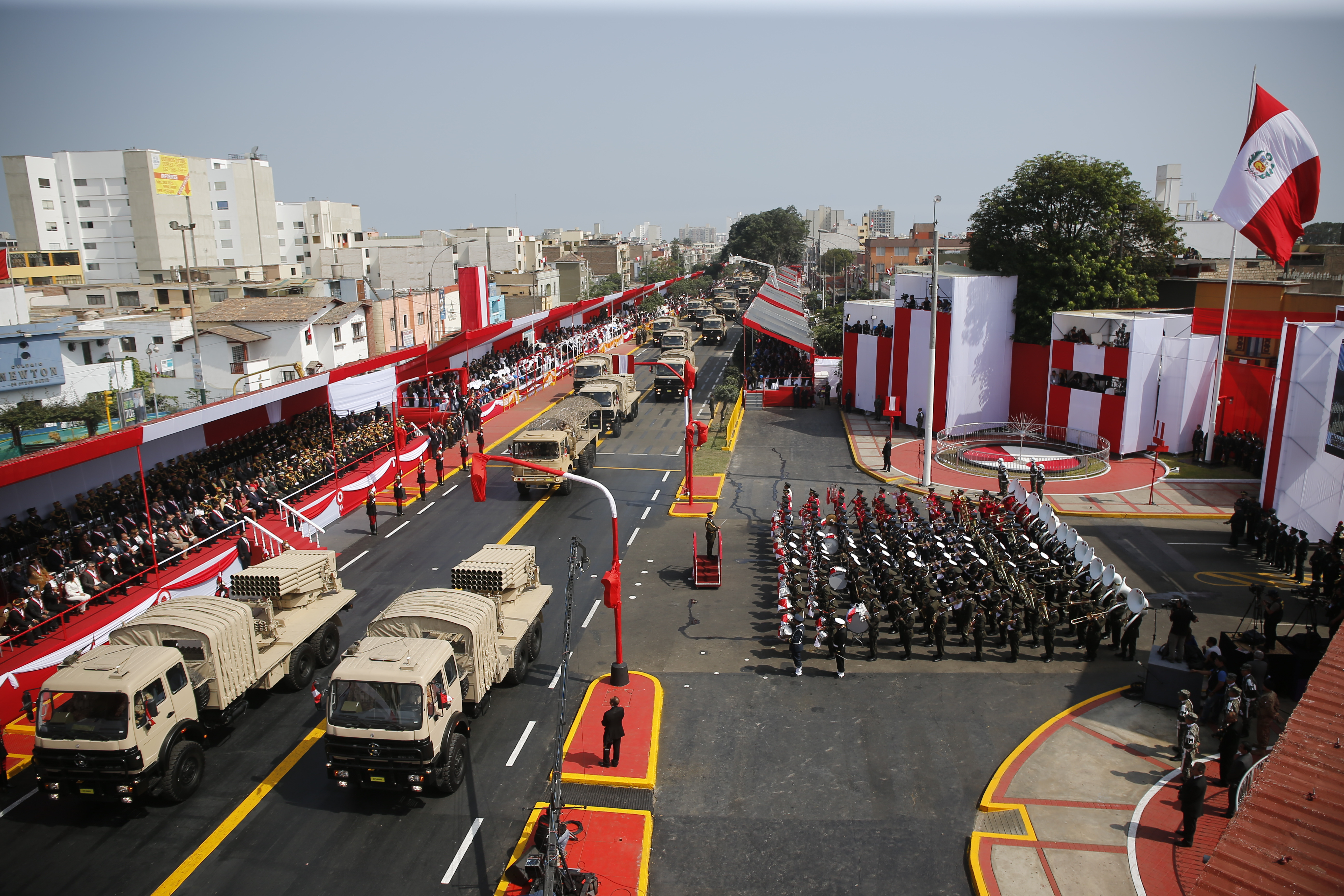
Lanzadores Múltiples Tipo 90B

El Ejército cuenta con 27 nuevos Lanzadores Múltiples Tipo 90B de fabricación china, 14 Lanzadores Múltiples BM-21, de procedencia rusa, otros 20 lanzamisiles monotubos Shturm y los Denel RO. 12 Obuses autopropulsados M109 A1/2 y más de 300 piezas de artillería remolcada. Para la defensa antiaérea cuentan con sistemas S-125 Neva/Pechora, 100 misiles V-601/SA-3B, 36 ZSU-23-4 Shilka-M y alrededor de 200 cañones antiaéreos remolcados.

### Blindados

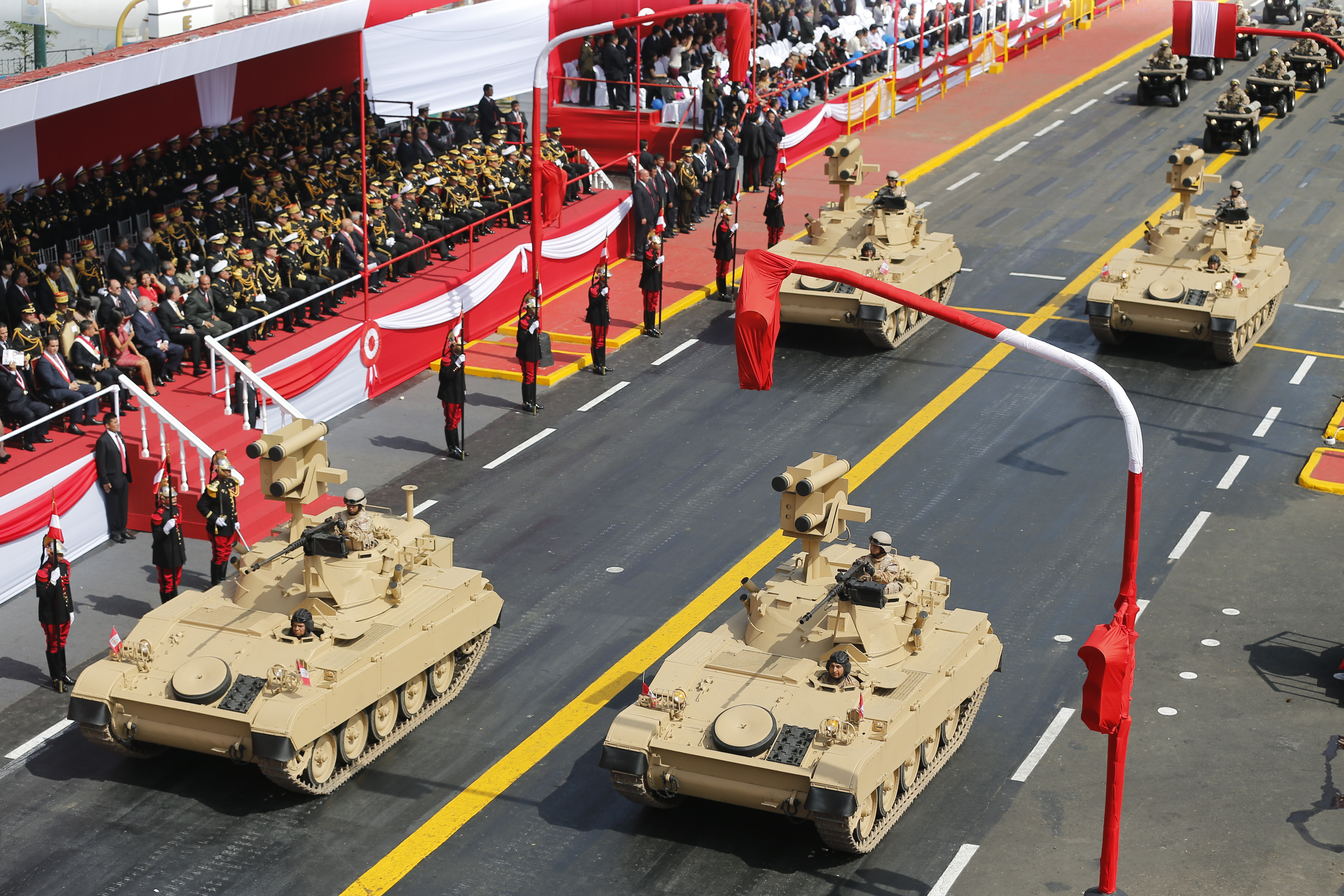
Blindados portamisiles Alacrán II, equipados con antitanques Kornet

El Ejército del Perú dispone actualmente de tanques soviéticos T-55 y tanques ligeros AMX-13/105 franceses. A finales del 2009 se pretendió reemplazar al T-55 por el tanque chino MBT 2000, el ruso T-90, el ucraniano T-80U o el polaco PT-91. Se anunció como ganador al MBT 2000, incluso se presentaron 5 ejemplares de evaluación en un desfile militar en diciembre de 2009, pero finalmente la compra se suspendería indefinidamente, devolviendo los ejemplares a China. A finales del 2013, las opciones sobre las que se decidirá son el Leopard 2A5 de procedencia alemana y el T-90 de procedencia rusa. Aún están por definirse.
Asimismo se modificaron una veintena de AMX-13/105 para portar los misiles Kornet, siendo presentados en diciembre de 2010. También cuentan con cientos de vehículos blindados de transporte de personal de distintos tipos.

### Aviación del Ejército

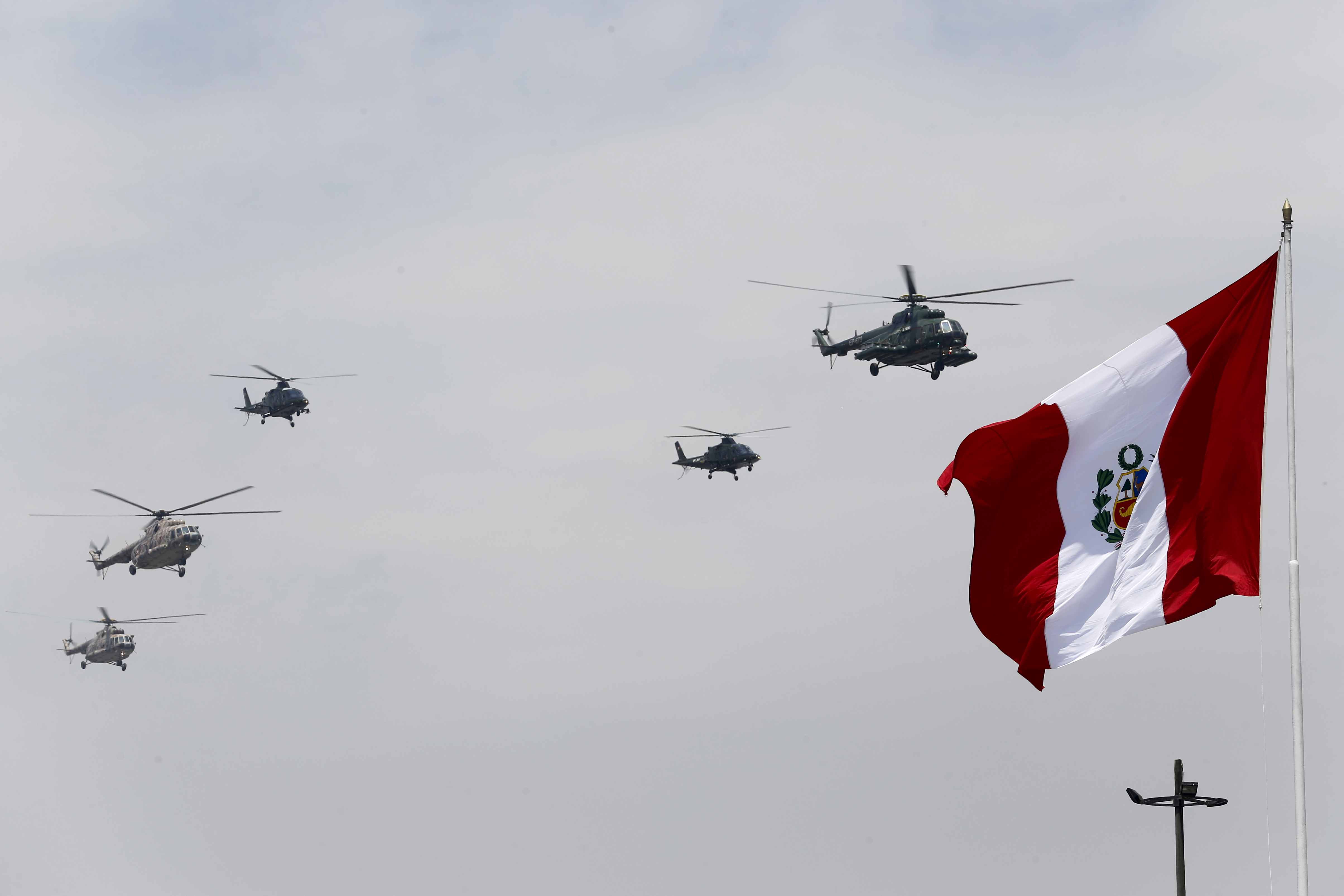
Helicópteros de transporte y ataque Mi-171Sh-P.

La Aviación del Ejército, posee aviones de transporte Antonov (An-32), Beechcraft B350 y Beech B-1900D. Recientemente se adquirió para el transporte vip Cessna 560XL. También posee helicópteros Mi-8, Mi-17. En 2010 se recibieron tres nuevos helicópteros artillados Mi-171Sh, mientras que a finales del 2013 se compraron otros 24 helicópteros Mi-171Sh-P, habiéndose recibido un lote de ocho en diciembre de 2014, mientras que en junio de 2015 arribaron otras tres aeronaves y para el año 2016 fueron entregadas las 24 aeronaves. Además se recuperaron 4 helicópteros ligeros AgustaWestland AW109.

## Especialidades
- Armas de combate
  - Infantería
  - Caballería
- Armas de apoyo de combate
  - Artillería
  - Ingeniería
  - Comunicaciones
  - Inteligencia
- Servicios
  - Intendencia
  - Material de Guerra
  - Jurídico
  - Sanidad:
    - Médica
    - Veterinaria
    - Odontológica
    - Farmacéutica
    - Psicológica

  - Ciencia y Tecnología
  - Profesor de Educación Física

## Grados y niveles
Oficiales
| Categoría | Oficiales Generales | Oficiales Generales | Oficiales Generales | Oficiales superiores | Oficiales superiores          | Oficiales superiores  | Oficiales Subalternos | Oficiales Subalternos | Oficiales Subalternos |
| --------- | ------------------- | ------------------- | ------------------- | -------------------- | ----------------------------- | --------------------- | --------------------- | --------------------- | --------------------- |
| Insignia  |                     |                     |                     |                      |                               |                       |                       |                       |                       |
| Grado     | General de Ejército | General de División | General de Brigada  | Coronel              | Comandante o Teniente Coronel | Mayor o Subcomandante | Capitán               | Teniente              | Subteniente o Alférez |
| Abrev.    | GRAL EJTO           | GRAL DIV            | GRAL BRIG           | CRL                  | CMTE/TTE CRL                  | MY/SUBCMTE            | CAP                   | TTE                   | STTE/ALF              |

Personal de Supervisores, Técnicos y Sub Oficiales
| Categoría | Supervisores                            | Supervisores          | Supervisores | Técnicos   | Técnicos   | Técnicos   | Suboficiales  | Suboficiales  | Suboficiales  |
| --------- | --------------------------------------- | --------------------- | ------------ | ---------- | ---------- | ---------- | ------------- | ------------- | ------------- |
| Insignia  |                                         |                       |              |            |            |            |               |               |               |
| Grado     | Técnico Supervisor General del Ejército | Técnico Jefe Superior | Técnico Jefe | Técnico 1° | Técnico 2° | Técnico 3° | Suboficial 1° | Suboficial 2° | Suboficial 3° |
| Abrev.    |                                         | TCOJS                 | TCOJ         | TCO1°      | TCO2°      | TCO3°      | SO1°          | SO2°          | SO3°          |

Tropa de Servicio Militar Voluntario
| Categoría | Clases           | Clases           | Clases | Soldados | Soldados |
| --------- | ---------------- | ---------------- | ------ | -------- | -------- |
| Insignia  |                  |                  |        |          |          |
| Grado     | Sargento Primero | Sargento Segundo | Cabo   | Soldado  | Recluta  |
| Abrev.    | SGTO1°           | SGTO2°           | CBO    | SLDO     |          |

## Cursos de clasificación
Oficiales superiores
- Curso Superior de Inteligencia
- Curso Superior de Operaciones Psicológicas
- Curso de Administración
- Curso de Liderazgo y Planeamiento
- Curso de Estado Mayor Conjunto
- Curso de Comando y Estado Mayor
- Curso de Alto Mando
- Curso de Defensa Nacional

Oficiales subalternos
- Curso Regular de Comandos
- Curso Regular de Anfibios
- Curso Maestro de Equitación
- Curso de Artillería Antiaérea
- Curso de Guerra Electrónica
- Curso de Paracaidismo Básico
- Curso de Maestro de Salto
- Curso de Caída Libre
- Curso de Saltos Operacionales
- Curso de Orientador
- Curso Básico de Blindados
- Curso Básico Antitanque
- Curso Básico de Operaciones Psicológicas
- Curso Básico de Inteligencia
- Curso de Aviador de Ejército
- Curso de Francotiradores
- Curso de Administración de Personal
- Curso de Administración Logística
- Diplomado en Ciencia y Tecnología

## Símbolos y distinciones

### Himno
El autor de la letra y música es Pedro Schmitt Aicardi, aprobado mediante R.M. Nº2967–73 GU/DIRODIN el 31 de diciembre de 1973.
El ejército unido a la historia
por fecunda y viril tradición,
se corona con lauros de gloria
al forjar una libre nación.(bis)
1ª estrofa
Evocando un pasado glorioso 
del Incario su antiguo esplendor, 
Ayacucho, Junín, Dos de Mayo
libertad conquistó con valor. 
Zarumilla, La Breña y Arica
gestas son que a la historia legó
Bolognesi ¡oh, sublime soldado! 
por patrono ejemplar te aclamo. 
2ª estrofa
Las fronteras altivo defiende
cual guardián del honor nacional
de su pueblo recibe las armas
y es bastión de justicia social. 
Soy soldado que en filas milito
y un deber tengo yo que cumplir,
a la patria vivir consagrado
y por ella luchar a morir.

## El soldado peruano

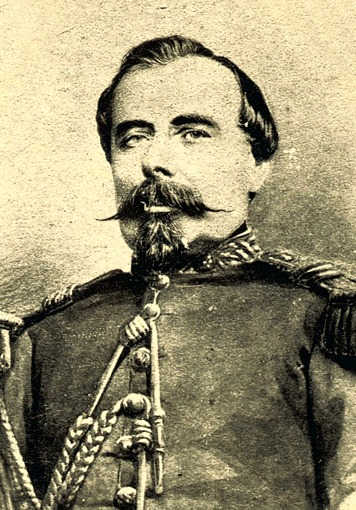
Francisco Bolognesi Cervantes

Cada 4 de noviembre, en conmemoración del nacimiento de Francisco Bolognesi Cervantes, se celebra el Día del Soldado, aniversario que fue establecido en 1956, en reconocimiento a los hombres y mujeres que, de forma voluntaria, deciden formar parte del Ejército.

### Héroes y patronos
- Patrono del Ejército: Gran Mariscal del Perú, Francisco Bolognesi Cervantes - Aniversario 7 de junio (Batalla de Arica)
- Patrono del Arma de Infantería: Gran Mariscal del Perú, Andrés Avelino Cáceres Dorregaray -  - Aniversario 27 de noviembre (Batalla de Tarapacá)
- Patrono del Arma de Caballería: Gran Mariscal del Perú, Ramón Castilla y Marquesado -  - Aniversario 6 de agosto (Batalla de Junín)
- Patrono del Arma de Artillería: Coronel José Joaquín Inclán Gonzales Vigil - Aniversario 2 de mayo (Combate del 2 de mayo)
- Patrono del Arma de Blindados: Gran Mariscal del Perú, Eloy Gaspar Ureta Montehermoso - Aniversario 24 de julio (Batalla de Zarumilla)
- Patrono del Arma de Ingeniería: Teniente coronel Pedro Ruiz Gallo -  - Aniversario 24 de abril (Inmolación del teniente coronel Pedro Ruiz Gallo)
- Patrono del Arma de Comunicaciones: José Olaya Balandra -  - Aniversario 29 de junio (Sacrificio de José Olaya)
- Patrono del Arma de Inteligencia: Coronel Remigio Silva Aranda - Aniversario 18 de julio (Creación del Arma de Inteligencia)
- Patrono del Servicio de Material de Guerra: Coronel Leoncio Prado Gutiérrez -  - Aniversario 15 de julio (creación del Escalafón de Oficiales y Especialistas de Material de Guerra)
- Patrono del Servicio de Intendencia: General Pedro Muñíz Sevilla. Aniversario 1 de septiembre (Creación del Cuerpo Administrativo Militar)
- Patrono del Servicio de Sanidad: José Casimiro Ulloa Bucello -  - Aniversario 4 de marzo (Nacimiento de José Casimiro Ulloa)
- Patrono del Servicio de Veterinaria: Mayor Aurelio Málaga Alva -  - Aniversario 22 de enero (Creación del Servicio)
- Patrono del Servicio Jurídico: Mariano Melgar Valdivieso -  - Aniversario 12 de agosto (Creación del Servicio)
- Patrono del Servicio de Ciencia y Tecnología: Ing. Manuel Cuadros Viñas - Aniversario 13 de septiembre (Creación del Servicio)
- Patrono de la Aviación del Ejército: Mayor Luis Alberto García Rojas